# Afroneta
Afroneta Holm, 1968 è un genere di ragni appartenente alla famiglia Linyphiidae.

## Distribuzione
Delle ventisei specie oggi note di questo genere rinvenute nell'Africa subsahariana, ben diciotto sono state reperite in Congo, quasi tutte endemismi.

## Tassonomia
Dal 2008 non sono stati esaminati esemplari di questo genere.
A dicembre 2012, si compone di ventisei specie secondo l'aracnologo Platnick e di ventisette specie secondo l'aracnologo Tanasevitch:
1. Afroneta altivaga Holm, 1968 — Congo
2. Afroneta annulata Merrett, 2004 — Congo
3. Afroneta bamilekei Bosmans, 1988 — Camerun
4. Afroneta basilewskyi Holm, 1968 — Tanzania
5. Afroneta blesti Merrett & Russell-Smith, 1996 — Etiopia
6. Afroneta elgonensis Merrett, 2004 — Kenya
7. Afroneta erecta Merrett, 2004 — Congo
8. Afroneta fulva Merrett, 2004 — Congo
9. Afroneta fusca Merrett, 2004 — Congo
10. Afroneta guttata Holm, 1968 — Congo
11. Afroneta immaculata Holm, 1968[3] — Congo
12. Afroneta immaculoides Merrett, 2004 — Congo
13. Afroneta lativulva Merrett, 2004 — Congo
14. Afroneta lobeliae Merrett, 2004 — Congo
15. Afroneta longipalpis Ledoux & Attié, 2008 — isola di Réunion
16. Afroneta longispinosa Holm, 1968 — Congo
17. Afroneta maculata Merrett, 2004 — Congo
18. Afroneta millidgei Merrett & Russell-Smith, 1996 — Etiopia
19. Afroneta pallens Merrett, 2004 — Congo
20. Afroneta picta Holm, 1968 — Congo
21. Afroneta praticola Holm, 1968 — Tanzania
22. Afroneta snazelli Merrett & Russell-Smith, 1996 — Etiopia
23. Afroneta subfusca Holm, 1968 — Congo
24. Afroneta subfuscoides Merrett, 2004 — Congo
25. Afroneta tenuivulva Merrett, 2004 — Congo
26. Afroneta tristis Merrett, 2004 — Congo

### Specie trasferite
- Afroneta bidentata Holm, 1968; trasferita al genere Laminafroneta Merrett, 2004[1].
- Afroneta brevistyla Holm, 1968; trasferita al genere Laminafroneta Merrett, 2004[1].
- Afroneta locketi Merrett & Russell-Smith, 1996[4]; trasferita al genere Laminafroneta Merrett, 2004[1].